# 王鉄漢
王 鉄漢（おう てっかん、繁体字: 王鐵漢; 簡体字: 王铁汉; 拼音: Wáng Tiĕhàn; ウェード式: Wang T'ie-han、1905年2月3日（清光緒31年正月20日） - 1995年（民国84年）12月15日）は、中華民国の軍人。祖籍は山東省莱州府即墨県だが、盛京将軍管轄区奉天府（現在の盤山県）に生まれる。

## 事績
東三省陸軍講武堂を卒業して東北陸軍で軍歴を重ねる。また私立中国大学、陸軍大学でも学習、卒業した。1931年（民国20年）9月に満州事変（九・一八事変）が起きた際には第7旅第620団団長として現場にあった。後にリットン調査団の調査に同行している。1937年（民国26年）、国民革命軍第49軍第105師副師長に昇進し、翌年同師師長となった。1939年（民国28年）3月、陸軍少将に昇進し、南昌会戦や第1次長沙会戦を戦っている。1941年（民国30年）3月、上高会戦に参戦、同年12月に第49軍軍長に昇進した。1942年（民国31年）5月、浙贛戦役を戦う。
日中戦争終結後は江蘇省と浙江省で日本軍の降伏受諾事務を担当した。同年中に第49軍は第49師に縮小・再編され、引き続き師長を務めた。1946年（民国35年）7月に蘇中戦役を戦う。その後瀋陽防守区司令官に任ぜられ、1948年（民国37年）2月、遼寧省政府主席となった。同年5月、東北行轅政務委員会委員を兼任し、9月、陸軍中将に昇進している。1949年（民国38年）、台湾に逃れ、総統府国策顧問に任ぜられた。また第9期から第13期まで中国国民党中央評議委員に選出されている。1995年（民国84年）12月15日、台北市にて病没。享年91（満90歳）。

## 注
1. 1 2  徐主編（2007）、193頁。
2. 1 2  劉国銘主編（2005）、215頁。

## 著作
- 『統帥與道德』
- 『戰爭論』
- 『東北軍事史略』
- 『“九一八”的回憶』